# Cis hispidus
Cis hispidus là một loài bọ cánh cứng trong họ Ciidae. Loài này được Paykull miêu tả khoa học năm 1798.